# Tolos d'Atenes
El Tolos d'Atenes era un edifici circular (tolos) situat a l'àgora. Es va edificar l'any 465 aC, després de la destrucció per part de Xerxes I el 480 aC, durant les guerres mèdiques, d'un monument més antic que tenia la mateixa funció.
Era la seu dels Prítanis, els 50 consellers que presidien per torn la Boulé. Aquests magistrats, que exercien el poder executiu durant un mes, i segons Aristòtil s'hi reunien per menjar plegats, a càrrec de l'Estat durant la duració del seu mandat. Aquest lloc tenia, doncs, la funció de cuina i de menjador, i era també un lloc central de les activitats econòmiques de la polis. S'hi conservaven els patrons de les mides emprades per controlar les transaccions comercials.

Segons Pausànias
| «                                          | Prop del Buleuteri es trobava el Tolos, on els pritans fan sacrificis, i hi ha algunes imatges, no grans, fetes de plata. | » |
| — Pausànias. Descripció de Grècia, I, 5, 1 | |   |

'.
Estava format per una sala de planta circular sostinguda per sis columnes centrals amb una porta que s'obria al costat oest. El sostre era cònic i estava cobert en part amb teules de terracota (algunes són al museu de l'Acròpoli) i en part, amb teules de bronze.